# Eugeniu Barău
Eugeniu Barău (n. 15 mai 1946, Frecăței, județul Tulcea – d. 26 aprilie 2020) a fost un pictor român.
A absolvit Facultatea de Arte Plastice din Timișoara în 1969, după care a lucrat ca profesor de desen la Casa Pionierilor din municipiul Tulcea. A fost membru al Uniunii Artiștilor Plastici (UAP), filiala Tulcea, începând cu anul 1979. Conform Direcției Județene pentru Cultură, picturile lui Barău au fost interzise în perioada 1980–1990 de regimul comunist și de UAP. Expoziții permanente ale operelor sale sunt găzduite de Hotelul Select și de Casa Avramide din Tulcea; mai multe expoziții ale sale au avut loc și în alte țări. În 2019 a fost numit Cetățean de Onoare al municipiului Tulcea de către primarul Constantin Hogea.
Criticul de artă Olga Bușneag a scris că Barău „își trage sursele din folclorul românesc, fie basm, fie proverb”, iar Cristina Angelescu i-a comparat picturile cu cele ale lui Pieter Bruegel. În volumul Credință și culoare (2012), pictorul Adrian Pal îl numește pe Barău unul din „monștrii sacri” ai artelor tulcene și afirmă că în operele sale „lumii i se dă sensul adevărat, obraznic, al existenței noastre în pragul Apocalipsei”. Legat de interzicea picturilor sale în perioada comunistă, Barău a mărturisit: „Este normal să fii interzis; să ai curaj, să spui adevărul”.
Barău a decedat pe 26 aprilie 2019, la vârsta de 73 de ani.